# C/1843 D1 (Большая мартовская комета)
Больша́я ма́ртовская коме́та 1843 го́да (официальное обозначение C/1843 D1) — долгопериодическая комета, принадлежащая семейству околосолнечных комет Крейца — группе фрагментов, образовавшихся после распада одной большой кометы несколько сотен лет назад. Как представитель этого класса, в перигелии, пройденном 27 февраля 1843 года, она подошла чрезвычайно близко к поверхности Солнца — на расстояние в 0,006 а.е. — в результате чего стала очень яркой. 
Была открыта 5 февраля 1843 года, стала повсеместно видна на небосводе с конца февраля, в течение марта, затем, постепенно слабея, до середины апреля. Сохранились обширные свидетельства из разных точек земного шара, зафиксировавшие очень яркое ядро и длинный хвост кометы. На основании этих многочисленных наблюдений были рассчитаны параметры орбиты, в частности, установлено, что она является замкнутой.

## История наблюдений
Комета впервые наблюдалась в конце февраля, однако есть свидетельства и о её наблюдении 5 и 11 февраля жителями Нью-Йорка в области неба недалеко от Беты Кита. Согласно последующим расчётам немецкого астронома И. Ф. Энке, 11 февраля комета действительно находилась вблизи Беты Кита, из чего он заключил, что эти сообщения, скорее всего, соответствовали действительности. Современный американский астроном-любитель Гэри Кронк (уже в наши дни) уточнил, что по всемирному времени эти наблюдения состоялись в полночь 6 и 12 февраля соответственно.
Также имеются данные о наблюдении (в вечернее время) кометы до прохождения перигелия, приводимые американским учёным Э. К. Херриком, на Бермудских островах 19 февраля, в Филадельфии 23 февраля и в Пуэрто-Рико 26 февраля. Так, С. К. Уолкер сообщал, что наблюдал хвост кометы вечером 23 февраля в обсерватории Филадельфийской Центральной средней школы, в майском номере местной газеты.
При приближении к перигелию комета быстро набирала яркость. Одно из последних до перигелия наблюдений было произведено капитаном П. Реем в Консепсьоне (Чили): в 15:50 по всемирному времени (примерно в 11:00 по местному) он зарегистрировал её в 5′ к востоку от восточной стороны Солнечного диска, что составляло всего 1/6 диаметра последнего. Ядро кометы находилось за Солнцем в 20:21 по всемирному времени, в 21:09 оно прошло в 0,1° от центра Солнца, затем в 21:20 оно снова показалось из-за Солнца с другой его стороны, когда примерно и наступил момент перигелия. Комета удалилась от Солнца на расстояние порядка 0,4° в 22:19, после чего снова начала приближаться. В 23:17 началось её прохождение по диску Солнца. В 23:46 она прошла в 0,2° от центра Солнца, и в 0:29 28 февраля транзит завершился.
Сразу после прохождения перигелия 27 февраля комета стала видимой даже в дневное время невооружённым глазом.
Так, известны многочисленные независимые свидетельства об открытии кометы в утренние часы 28 февраля из Италии. Астроном и метеоролог из Пармы А. Колла приводил, например, сообщение из Колорно: Солнечный диск был закрыт стеной, что дало возможность отчётливо рассмотреть комету в 9:50 в по всемирному времени, причём наблюдатель описывал её как «очень красивую звезду» с хвостом длиной 4-5°.
А флорентийский учёный Д. Б. Амичи писал о регистрации кометы в 11:17 в Болонье: местный астроном-любитель сообщал, что наблюдаемый им в бинокль объект имел форму нечётко очерченного языка пламени, в длину был в 3 раза больше, чем в ширину, с подсолнечной стороны был очень ярким, а с восточной — немного расплывчатым.
Начиная примерно с 7:30 по местному времени (12:30 по всемирному), вскоре после рассвета, и до 15:00, когда усилилась облачность, комету, согласно сохранившимся свидетельствам А. Блэкмена и других местных общественных деятелей, наблюдала «большая часть взрослого населения» Уотербери (Коннектикут). Она появилась чуть ниже и к востоку от Солнца и представляла собой круглую кому с бледным хвостом длиной 2-3°, на конце постепенно исчезающим на фоне яркого неба. Ядро было различимо невооружённым глазом, имело отчётливо круглую форму, размер, равный почти 1/8 диска полной Луны, а по яркости было сравнимо с полуночной Луной в ясном небе. Отдельные наблюдатели из Уотербери сообщали, что примерно от середины хвост расходился и затем сходился.
Далее, наблюдатель из Вудстока (Вермонт), зарегистрировавший комету в 5-6° от Солнца в 16:48 по всемирному времени (и примерно в полдень по местному), описывал её как небольшое белое облако в 3° длиной и чуть более 1° шириной, а в телескоп можно было видеть ярко-белое ядро и хвост, расходящийся возле ядра на две части длиной 8-10°, расстояние между которыми на конце составляло 5-6°.
В 19:41 (15:02-15:09 по местному времени) капитан Дж. Кларк в Портленде (Мэн) зафиксировал расстояние между границами ядра кометы и Солнечного диска в 4°06′15″, размер самого ядра — в 1′15″ и общую длину кометы — около 1°;
описывая комету как идеально белое плотное облако, практически однородное, за исключением области на границе между головой и хвостом;
ядро и хвост же, одинаковые по яркости, были видны так же отчётливо, как Луна в ясный день, и дальний от Солнца конец хвоста был чётко закруглён. Кларк предположил, что комета развернулась в направлении от Земли, из-за чего её наблюдаемая длина сократилась, но ядро было настолько ярким, что легко просматривалось даже сквозь всю длину хвоста. Британский деятель Дж. Бауринг, находившийся тогда в Чиуауа (Мексика), в 23:17 (16:12 по местному времени) того же дня оценивал расстояние от кометы до Солнца в 3°53′20″, а длину хвоста — в 34′. От 28 февраля сохранились также свидетельства из Иль-де-Франс (Франция), где комету наблюдали к течение дня, Нью-Бедфорда (Массачусетс), где наблюдатели оценивали длину хвоста кометы в 3° и сравнивали её по яркости с Венерой, Барбадоса, а также множества различных областей по всему миру, например, в виде газетных заметок, правда, без указания конкретных наблюдателей. В частности, и китайские хроники также содержат информацию о наблюдении в течение этого дня большой «звезды-метлы».
На следующий день, 1 марта, в вечернее время стал отчётливо виден только хвост кометы, и таким образом она была независимо открыта ещё множеством наблюдателей по всему миру, такими как английский исследователь Дж. А. Ллойд в Маврикии, его соотечественник, учёный и морской офицер Дж. Х. Кей в Магнитной обсерватории возле Хобарта (Тасмания), а также Купер, британский консул в Пернамбуку. Пассажир с корабля «Lawrence», идущего из Сиднея в Консепсьон, на юге Тихого океана, в 20:30 по местному времени зарегистрировал полосу света под углом 40° к горизонту, напоминавшую зодиакальный свет. Сохранились также данные из Пернамбуку (Бразилия).
Ко 2 марта относятся свидетельства, приводимые в метеосводке в газете «Sydney Morning Herald», датированной 8 марта. Её автор сообщал, что в 19 часов по местному времени зарегистрировал на небе светящийся пучок, напоминавший солнечный луч, расходившийся из точки в 8° над местом, где зашло Солнце; он слегка отклонялся к северу под тем же углом, что и линия видимого движения Солнца. Наблюдатель описывал отчётливо выраженное ядро, сравнимое по яркости со звездой первой величины и окружённое светящейся дымкой, и исключительно крупный хвост — полупрозрачную полосу бело-жёлтого тумана, более яркую и плотную вблизи головы, затем постепенно тускнеющую, расплывающуюся и расходящуюся к концу (где её ширина составляла 34′), так, что сквозь дальнюю от головы половину были видны звёзды. К 19:25, согласно этому отчёту, ядро скрылось за горизонтом, а незадолго до этого, когда на треть скрылся хвост, появился также луч, идущий практически от конца хвоста, как бы его продолжением, отклоняющийся к северу примерно на 1° от направления хвоста, более бледный, но очень длинный, так, что общая длина хвоста вместе с ним составляла 60-70°, и эта удлинённая часть оставалась видима по крайней мере до 22 часов. От 2 марта, кроме того, примечательны свидетельства оклендского поселенца Хайле, Ф. П. Кинга из Порт Стивенса (Новый Южный Уэльс, Австралия), а также священника из Парраматты (также в Новом Южном Уэльсе), в которых тот отмечал, что 1/6 часть хвоста отклонялась от основного направления примерно на 3°. Есть сведения о наблюдении кометы в этот день на островах Сент-Томас и Барбадос. Кроме того, она была впервые зарегистрирована с борта судна «HMS Malabar», идущего с Мыса Доброй Надежды, и с борта ост-индского корабля «Seringapatam», следующего также от Мыса Доброй Надежды в Индию. Сообщал о ней и Джон Белан, капитан военного судна «HMS Albatross», находящегося тогда возле острова Гаити. Согласно докладу президента Британского королевского астрономического общества, Ф. Бейли, в этот день комету видели также на островах Сент-Винсент и Сент-Китс. Впервые она была замечена и из Мадраса, хотя был виден только частично хвост, причём довольно бледный.
3 марта была зафиксирована характерная особенность кометы — разделение её хвоста на две части, угол между которым составлял 10-15°. Так, появление второй части хвоста, расположенной под углом 10° к первой, засвидетельствовал Кинг.
Английский астроном Чарлз Пьяцци Смит, проводивший наблюдения кометы в Гринвичской королевской обсерватории на Мысе Доброй Надежды, впервые зарегистрировал в этот день ядро и наблюдал его в течение 10 минут. Он описывал его как диск, напоминавший планету, из которого в направлении хвоста исходили лучи. Хвост же, согласно его записям, состоял из двух прямых линий длиной 25°, расходящихся от головы под углом 15°; затем северная часть продолжалась линией, отклоняющейся, в свою очередь, на 6-7° к северу, составляя в общей сложности около 65°, и примерно такое же, только более бледное продолжение было у южной части. Наблюдатель из Мадраса докладывал, что в этот день ядро стало отчётливо различимо невооружённым глазом, а хвост состоял из 2 частей — более длинной и тусклой и более короткой и яркой. Далее, Дж. Маклин, проводивший наблюдения в замке Кейп-Кост в Золотом береге, губернатором которого он тогда был, впервые зарегистрировал комету в 18:15 по местному времени, и сообщал, что была видна лишь часть хвоста, идущая под углом 70° к горизонту, наклоняясь к югу, однородная по яркости и ширине, которая составляла чуть более 1°. Дж. Дж. Такер, капитан корабля «HMS Dublin (1812)» на юге Тихого океана, сообщал в своих записях, что 3 марта комета была впервые зарегистрирована. Тогда же она была впервые замечена на острове Тобаго, в колонии Демерара в Британской Гвиане, на корабле «Childe Harold», идущем из Бомбея в Лондон, а также вблизи Порт Маккуори (Новый Южный Уэльс), во владениях Арчибальда Иннса Лейк Иннс Хауз, — его племянница Аннабелла Бозвелл, автор известных дневников, писала об этом событии. В одном из таких своих дневников она сообщала, что комету — яркий эффектный объект — можно было видеть на небе примерно с 6 до 8 часов вечера по местному времени, после чего он исчез за горизонтом, как Солнце во время заката. В тот же день Ллойд впервые наблюдал ядро. Кроме того, широкое внимание комета привлекла в Ки-Уэст и на острове Барбадос, где, как и накануне, вскоре после заката в западной части неба была видима яркая линия, однако уже более длинная и исходящая из светлого облака вблизи горизонта. Наконец, есть свидетельства из австралийской газеты «Sydney Morning Herald» о наблюдении кометы (как и накануне) в районе 19 часов по местному времени в 11° над горизонтом; отмечалось, в частности, что продолжение хвоста стало ярче, чем днём ранее.
Одно из первых сообщений о яркости кометы относится к 4 марта: Клоз, капитан корабля «Ellenborough», следующего в Индию, зафиксировал, что ядро было эквивалентно звезде второй-третьей величины, отмечая, что этого было достаточно, чтобы временами даже отбрасывать свет на поверхность воды. Ф. П. Кинг описывал ядро, наблюдаемое им в телескоп-рефрактор, как красноватое напоминавшее звезду пятно с чётко выраженными границами диаметром около 1′, сама комета была при этом в 8° над горизонтом.
По описанию Купера, ядро имело золотистый оттенок и было очень небольшим, но исключительно ярким и чётким, и такого же цвета полоса шла от головы внутрь хвоста на 4-5°.
А Доунс, лейтенант Корпуса королевских инженеров на острове Барбадос, сообщал, что комета стала видна над горизонтом за полчаса до захода Солнца, была очень яркой, и даже невооружённым глазом можно было отчётливо различить её ядро.
Между тем, более подробно наблюдатели описывали не голову, а хвост.
Так, Купер сообщал, что он имел длину около 30°, сияюще-серебристый цвет и был очень плотным, но к концу всё более и более прозрачным.
Маклин же зарегистрировал длину 22°. Наблюдатели в Бомбее (Индия) описывали хвост как длинный прямой луч света, простирающийся от горизонта на западе к зениту.
Между тем, Клоз, напротив, отмечал, что хвост был существенно искривлён, длину же его он оценивал в 32,5°. У. Ф. Хопкинс, капитан корабля «Seringapatam», определил длину хвоста 30° и зафиксировал идущую от головы внутрь хвоста тёмную линию; подтверждали её наличие и Клоз, и известные бостонцы Д. Сирс и Эпплтон.
Немецкий путешественник и учёный Л. Лейхгардт сообщал, что помимо основного хвоста наблюдал ещё один более тонкий и гораздо более длинный (в несколько раз длиннее) хвост, отходящий от основного снизу под острым углом и направленного на восток.
На корабле «Dublin», начиная c 4 марта, производилась ежедневная регистрация положения кометы; в этот день она наблюдалась всего в 4° над горизонтом. В тот же день начал определять координаты кометы на небе и Дж. А. Ллойд в округе Плен-Вилем (Маврикий). Впервые она была замечена и Дж. Калдекоттом, работавшим в Обсерватории Тривандрума, около 18:30 по местному времени, однако точные наблюдения из-за погодных условий были невозможны. Кроме того, есть сведения о наблюдении кометы вечером этого дня в Уотербери, на Мысе Доброй Надежды, а также в Мадрасе, где она имела, согласно записям местного наблюдателя, такой же вид, что и накануне. Далее, М. Дилл, лейтенант Корпуса королевских инженеров в форте Кинг-Джордж на острове Тобаго, сообщал о появлении кометы в 18:15 по местному времени; ядро находилось на юго-западе, а хвост простирался на огромное расстояние в юго-восточную область неба в направлении от Солнца, и в этот день яркость кометы была наибольшей. Маклин отмечал, что комета уже была видна целиком, и голова находилась прямо у горизонта, вблизи звезды Шемали, а хвост простирался на 22° от этой точки в направлении созвездия Голубя. Наконец, А. Бозвелл в своём дневнике также описывала наблюдаемую около 7 часов вечера 4 марта в Новом Южном Уэльсе комету: можно было различить ядро, сравнимое по яркости со звёздами, но гораздо более заметен был хвост, имевший длину порядка 45° (бо́льшую, чем накануне) и максимальную ширину почти в четверть длины; присутствовала также длинная тонкая полоса света, идущая под углом от одного из концов хвоста как бы его продолжением.
От 5 марта сохранилось не так много данных, однако наиболее примечательны свидетельства Ч. П. Смита: он сообщал, что хвост несколько побледнел, его длина составляла около 35°, угол между его частями уменьшился, а все лучи, направленные из головы кометы, были теперь примерно однородны по яркости, кроме одной яркой полосы, идущей в направлении хвоста. Наблюдатель из Мадраса докладывал, что 2 части хвоста слились, однако при более детальном рассмотрении между ними всё же была видна менее светлая область. А Маклин в этот день впервые зафиксировал в телескоп ядро — исключительно малого размера точку, напоминавшую по цвету Венеру. Также комета была открыта в Калькутте, о чём У. С. Макей, местный священник, сообщал в своих отчётах английскому учёному Дж. Гершелю. Наблюдалась она и в Скарборо на острове Тобаго, как и накануне, в 18:15 по местному времени. Кроме того, есть упоминание об очередном появлении кометы в австралийской газете «Sydney Morning Herald»: она находилась в 14° над горизонтом, по сравнению с тем, что было зарегистрировано 2 днями ранее, увеличилась её яркость и длина основной части хвоста, зато его продолжения уже не было видно. В Тривандруме, согласно отчёту Калдекотта, уже была видна бОльшая часть хвоста, и он был гораздо выше над горизонтом, чем накануне. Наблюдатели с корабля «Malabar» впервые зарегистрировали ядро, отмечая, что по яркости оно было сравнимо со звездой четвёртой величины, а также определили длину хвоста 23°. С острова Сент-Винсент сообщали, что комета была видна в течение 3 предыдущих дней и была очень яркой, имела бледный оттенок и чётко выраженное ядро. Наконец, имеются свидетельства о наблюдении кометы в Уотербери.
Множество наблюдений повсеместно было произведено 6 марта, что подтверждают подробные описания. Так, Смит писал, что ядро было наиболее широкой частью с соответствующей стороны кометы, а касательно описанной им накануне яркой полосы добавлял, что на протяжении 3-4° она шла посередине хвоста, затем переходила в северную границу.
Дж. Калдекотт описывал наблюдаемое им в 19:04 по местному времени в телескоп ядро как напоминавший планету диск с чёткими границами диаметром порядка 11-12″ (примерно 8000 км), который окружала туманность размером порядка 45″ (более 32 000 км). Кей, впервые зарегистрировавший в этот день ядро, приводил также описание хвоста: он имел длину 23°20′ и максимальную ширину (в 54′) и яркость на расстоянии примерно 12° от ядра. Лейтенант Доунс сообщал, что комета была видима в этот день с 17:30 (за полчаса до захода Солнца) до 19:25 по местному времени, причём можно было различить не только ядро, но и изменения положения и длины хвоста от 30° до 35°. Кроме того, на основании своих ежедневных наблюдений он сделал заключение, что комета удалялась от Солнца. Длину хвоста Смит оценивал в 27°, Калдекотт — в 36°, британец У. Гилберт (находившийся на острове Святой Елены, тогдашней коронной колонии, на организованной там военно-морской станции) — в 42,9° и наконец, пассажир корабля «Lawrence» — в 50°. Последний, кроме того, отмечал, что хвост состоял из двух светлых полос с чёткими внешними границами, и Калдекотт также сообщал, что хвост раздваивался примерно посередине своей длины, причём верхняя часть была гораздо длиннее. Наблюдатель из Мадраса докладывал, что ядро имело яркость 4-5m, бледный цвет и было окружено нешироким сияющим гало, а хвост возле τ Кита имел ширину 40′ и при рассмотрении в телескоп представлял собой уже 3 (хотя и менее выраженных) светящихся полосы: ближайшая к Солнцу — широкая и яркая, другие две — более бледные и сужающиеся со стороны ядра. Наконец, имеются данные о наблюдении в этот вечер (около 19 часов по местному времени) кометы в Золотом береге, в Новом Южном Уэльсе и на острове Тобаго — в 18:16 по местному времени было определено её положение на небе; впервые она была зарегистрирована и в Королевской обсерватории Сан-Фернандо.
На следующий день, 7 марта, Джон Белан, капитан корабля «HMS Albatross», сообщал, что около 12 часов по всемирному времени голова кометы, имевшая красноватый оттенок, находилась в 19° над горизонтом, а вверх от неё в направлении Сириуса простирался хвост длиной 28°, который по форме напоминал удлинённую берёзовую розгу; были определены координаты кометы и относительно других ориентиров. Согласно записям капитана Белана, в этот день яркость кометы была максимальной за всё время наблюдений. Все остальные свидетельства от 7 марта относились к хвосту кометы. Его длину Кей оценивал в 26°, Дж. Бердвуд, капитан боевого шлюпа «Persian» возле западного побережья Африки, — в 27,4°, Хайле — в 32,5°, Маклин — в 34°, Гилберт — в 37,4° и наконец, в 43° членами команды судна «Dublin». При этом Кей сообщал, что максимальная ширина хвоста составляла 50′, а проходившая до самого его конца тёмная линия делила его на две части. Американец Э. К. Херрик из Нью-Хейвена (Коннектикут) зафиксировал, что ширина хвоста менялась от 1° внизу над горизонтом до 2° на конце, сам хвост описывал как длинный узкий сияющий луч, расположенный под углом 29° к горизонту и длиной 30°, слегка выпуклый кверху, нижняя часть которого находилась за горизонтом, а также сравнивал исключительную яркость и чёткость хвоста с лучом полярного сияния. Маклин же свидетельствовал, что сквозь хвост, который был направлен от горизонта в сторону созвездия Зайца, невооружённым глазом можно было видеть звёзды. Впервые в этот день зарегистрировал комету шотландец Дж. Несмит в Патрикрофте (район Экклза, Англия) около 20 часов по местному времени — он описывал наблюдаемый им в телескоп луч света длиной в несколько градусов с чётко обозначенными границами. Ему удалось определить относительное положение объекта на небе и его довольно быстрое движение в сторону горизонта.
В последующие дни, хотя комета была по-прежнему яркой, объём наблюдений сократился. Сохранились, однако свидетельства о том, что в 19 часов 7 марта по местному времени впервые зарегистрировали ядро наблюдатели из Нью-Йорка — его можно было, хотя и с некоторым трудом, наблюдать как в небольшой телескоп, так и невооружённым глазом; оно было окружено комой, не переходящей непосредственно в яркую часть хвоста. Между тем, многие наблюдатели продолжали регистрировать параметры хвоста. Так, Гилберт 8 марта сообщал, что цвет хвоста изменился и стал напоминать лунный свет. Согласно записям Херрика, хвост в этот день (то есть в 19 часов 7 марта по местному времени) имел длину 43°, ширину на верхнем конце 2,5° и был слегка (всего примерно на 2°) искривлён; его свечение было почти однородным, слегка туманным, и в целом он являл собой довольно эффектную картину. А директор Гарвардской обсерватории У. К. Бонд зафиксировал длину хвоста 30°. А. Бозвелл в этот день также писала о наблюдении кометы, хвост которой был хорошо виден ещё долгое время после того, как скрылось за горизонтом ядро. Регулярные измерения продолжались и на Мысе Доброй Надежды, а также в Тривандруме. Согласно докладу Ф. Бейли, в этот день наблюдатель с острова Сент-Китс сообщал, что комета быстро удалялась. Наконец, М. Дилл на острове Тобаго также сообщал о наблюдении кометы и регистрации её положения в заметке в местной газете.
На следующий день, 9 марта, Хайле оценивал длину хвоста в 35,2°, Кей зарегистрировал длину 39° и максимальную ширину 76′, а Купер — длину 28° и ширину (на расстоянии от головы в 2/3 своей длины) 1°. В тот же день пассажир с корабля «Lawrence» свидетельствовал, что ядро по яркости было сравнимо со звездой величины −3…−4m. А Смит отмечал, что угол между двумя частями хвоста ещё сильнее уменьшился, и его центральная область всё больше сливалась по яркости с верхней и нижней границами. Координаты ядра определил в Гарвардской обсерватории Бонд вечером 9 марта по местному времени и в тот же день — Купер в Пернамбуку, а также Маклин в замке Кейп-Кост. Кроме того, У. С. Джейкоб, лейтенант Корпуса королевских инженеров, сообщал, что впервые с 3 марта (момента первого наблюдения) комета впервые была хорошо видна с корабля «Childe Harold» после 20 часов по местному времени. Он определил её координаты, длину хвоста 36° и яркость ядра 6m.
Затем 10 марта, по данным Хайле, хвост имел длину 35,8°. А У. Митчелл (отец знаменитой Марии Митчелл) в Нантакете впервые зарегистрировал ядро и определил его положение. Есть также данные о наблюдении кометы с корабля «Malabar» после 19 часов по местному времени — были зафиксированы её относительные координаты. Кроме того, Маклин, продолжавший свои наблюдения в Золотом береге, сообщал, что, как и накануне, она имела такой же вид, что и 7 марта.
Кей 11 марта записал, что уже не смог зарегистрировать яркой точки в световом сгущении в области ядра, и оно скорее было похоже на большую звезду, закрытую тонкими облаками или наблюдаемую через несфокусированный телескоп. Что касается длины хвоста, Кей в этот день получил значение в 45°, тогда как М. М. Францини, лиссабонский военный и учёный, — в 36°; ширину же хвоста эти двое наблюдателей оценивали в 76′ и 0,5° соответственно. Бонд же сообщал, что хвост имел длину 50°. В Демераре, где в этот день начались наблюдения, как сообщал Гершель, было зарегистрировано значение 46°.
У. Клерихью, астроном-любитель из Калькутты, в тот же день зафиксировал помимо основного хвоста ещё один, более бледный, но в 2 раза более длинный; угол между ними, согласно его зарисовкам, составлял около 20°. Далее, согласно записям А. Бозвелл, хвост к этому моменту стал несколько длиннее и тоньше, оставаясь тем не менее ярким и эффектным. Кроме того, она заметила, что с момента начала наблюдений комета появлялась с каждым вечером всё позже и была видна на небе всё дольше. Ежедневные (около 19 часов по местному времени) измерения положения кометы продолжал и Калдекотт в своей обсерватории в Тривандруме. Наконец, о наблюдении кометы после 19:30 по местному времени и её относительном положении на небе сообщал в этот день капитан судна «HMS Malabar».
Ирландский политик и астроном Э. Д. Купер в Ницце, впервые зарегистрировав комету 12 марта, описывал её как длинный белый луч света возле горизонта на западе, напоминавший перисто-слоистые облака, за которые он и принял её первоначально.
Американцы С. К. Уолкер и Э. О. Кендалл в обсерватории Центральная средней школы в Филадельфии с помощью телескопа-кометоискателя зарегистрировали ядро и описали его как чётко выраженный диск размером больше Юпитера, сравнимый по яркости с ζ Кита, рядом с которой располагался (то есть примерно 3m), при этом в обычный рефрактор с фокусным расстоянием 2,75 м его не удавалось отчётливо различить, и можно было наблюдать лишь туманность, сгущающуюся к центру. Кроме того, они определили позиционный угол хвоста — 308°.
В этот же день (то есть вечером 11 марта по местному времени) ядро впервые наблюдал и другой американец Э. Лумис в своей обсерватории в Хадсоне (Огайо).
Херрик описывал наблюдаемое им в 13-сантиметровый рефрактор ядро кометы как нечёткое круглое тело, слегка вытянутое сзади, в центре которого или немного впереди центра находился сгусток света, состоящий как будто из 3-4 бледных точек; размер комы при этом составлял 3-4′ — точные измерения были невозможны из-за расплывчатости, контрастировавшей с яркостью и чёткостью хвоста, несмотря на то, что его толщина была примерно вдвое меньше размера головы.
Кей сообщал, что хвост имел длину 42°, максимальную ширину 80′, а ядро, как и накануне, более не было различимо.
До 12 марта продолжались ежедневные наблюдения положения кометы и на судне «HMS Dublin», и в этот день она была видна уже в 18° над горизонтом. Наконец, относительные координаты кометы были зарегистрированы в Демераре.
Калдекотт, возобновивший с 13 марта свои ежедневные (в районе 19 часов по местному времени) наблюдения положения кометы в своей обсерватории в Тривандруме, зафиксировал 13 марта длину хвоста 45° и ширину — 33′ на расстоянии 1/3 от его начала и 60′ на расстоянии в 2/3, а также диаметр «яркой части диска головы» 11″, причём окружавшая эту часть туманность была примерно вчетверо больше. Бозвелл 13 марта отмечала, что комета стала существенно менее яркой, чем в начале наблюдений. От этой даты имеются также свидетельства о наблюдении кометы после 19:30 по местному времени и её относительном положении на небе на кораблях «HMS Malabar», «HMS Albatross» и «Isabella» и наконец, в Королевской обсерватории Сан-Фернандо было впервые зарегистрировано ядро.
Купер 14 марта сообщал, что несмотря на несколько затруднявший наблюдения лунный свет, он смог разглядеть в двухдюймовый телескоп ядро и хорошо заметную кому. Кей в тот же день по-прежнему фиксировал длину хвоста 42°. 15 марта Гилберт отмечал, что хвост стал намного ярче. А Бонд оценивал его длину в 32,5°. Измерения положения кометы проводились в эти 2 дня и в Королевской обсерватории Сан-Фернандо
По завершении максимальной фазы полнолуния 17 марта наблюдения продолжились. Англичанин Дж. Гершель, проводивший их в Слау, зафиксировал в этот день длину хвоста 30°, Гилберт — 32,8°, французский политик и астроном Ф. Араго (в Париже) — 39-40° и наконец, Маклин — 43°.
Капитан Дж. Грувер, член Лондонского Королевского общества, производя наблюдения в Пизе, сообщал, что толщина хвоста составляла 40′ и он имел чётко выраженные границы, а ядро находилось в 1° от Ригеля.
Гершель сравнивал голову по яркости со звездой пятой величины, а хвост описывал как яркую светящуюся полосу, слегка искривлённую и почти параллельную экватору, при этом не раздвоенную. Маклин же отмечал, что ядро было очень нечётким.
К 17 марта также относятся сведения о комете из Нью-Хейвена, Рима, Неаполя, Тривандрума, колонии Золотой берег и с британского корабля «HMS Dublin» на юге Тихого океана.
Австрийский астроном К. Л. Литров в Вене 18 марта оценивал длину хвоста в 40°, а ширину — в 1°, в то время как по данным с корабля «Dublin», его длина составляла 42°16′, Бонд в Гарвардской обсерватории зарегистрировал значение 50°, а Херрик (в Нью-Хейвене) — 34°. Последний отмечал также, что его кривизна уменьшилась, а комета в целом была на небе очень яркой, впоследствии же начала постепенно тускнеть. Английский учёный Т. Форстер, впервые зарегистрировавший хвост кометы в этот день в Брюгге, описывал наблюдаемую им картину как широкую полосу яркого белого света, идущую от горизонта (в районе γ Кита) через созвездие Зайца и постепенно растворяющуюся между Сириусом и β Canis Majoris; сначала он оценивал её ширину у горизонта в 16°, а на конце — в 3°, но затем уточнил, что это были размеры не самого хвоста, а огибающей его светящейся области. А. Бозвелл в этот день записала в своём дневнике, что после 5-дневного перерыва (из-за погодных условий) значительно изменилось положение кометы — она стала выше на небосводе и существенно потускнела. Э. Плантамур, директор Женевской обсерватории, зарегистрировал координаты кометы в 19:34 по местному времени. Имеются также свидетельства о наблюдении кометы вблизи Джорджтауна (Британская Гвиана) в 19:15 по местному времени, зафиксированные в номере местной газеты от 30 марта: сообщалось, что ядро светилось очень ярко, а кома и хвост были почти прозрачными, и приводились её координаты. Кроме того, на 18 марта доступны записи из Парижа, Неаполя, Рима, Тривандрума, Порт Стивенса и колонии Золотой берег.
На следующий день, 19 марта, Хайле сообщал, что хвост имел длину более 41,8°, Бонд зафиксировал длину 43°, а Клоз — 43,5°, отмечая при этом значительное искривление. Маклин же свидетельствовал, что границы хвоста и головы были чётко выражены, а яркий сгусток света внутри головы отчётливо просматривался невооружённым глазом. А Бозвелл в своём дневнике описывала 2 световых дуги: одну, идущую влево от головы кометы, и вторую, простирающуюся справа от хвоста далеко вверх, которые появились вечером этого дня, однако вскоре исчезли. Также, согласно её записям, сквозь верхнюю часть хвоста можно было видеть звёзды, а голова была временами довольно яркой. Положение кометы относительно известных звёзд определил и наблюдатель из Британской Гвианы, описывая её вид тем же, что и днём ранее. Также из Демерары имеются такие данные в сообщении, полученные Гершелем; помимо этого, там говорилось, что длина хвоста составляла 42°.
Кроме того, положение кометы регистрировалось в Неаполе, Николаеве, Милане, Кремсмюнстере, Модене, Париже, Мюнхене, Риме, Женеве, Тривандруме, Филадельфии, Порт Стивенсе и колонии Золотой берег; 20 марта — в Кракове, Неаполе, Кремсмюнстере, Модене, Мюнхене, Риме, Берлине, Брюгге, Нью-Хейвене, Порт Стивенсе, а также на корабле «Dublin». В этот день длина хвоста оценивалась Такером в 45°, Хайле — в 41,5°, Бондом — в 40°. М. Галле, ассистент в берлинской обсерватории, тоже оценивал длину хвоста в 40°, наблюдая комету в 20 часов по местному времени, кроме того, он зарегистрировал положение ядра относительно ζ Эридана. Координаты кометы в этот день зафиксировал и директор этой обсерватории, И. Ф. Энке.
C 21 по 31 марта хвост кометы стал тускнеть и постепенно сокращаться в размерах. Тем не менее, зафиксированы многочисленные данные о её положении из ряда европейских городов (Кракова, Неаполя, Рима, Милана, Модены, Падуи, Вены, Праги, Женевы, Кремсмюнстера, Мюнхена, Берлина, Мангейма, Бонна, Гамбурга, Николаева, Кенигсберга), а также Порт Маккуори, Джорджтауна, Тривандрума, Нью-Хейвена, Хадсона, Филадельфии и Порт Стивенса. Форстер сообщал, что 21 марта уже не наблюдал зарегистрированную им ещё накануне широкую яркую огибающую хвост поверхность, и без неё толщина хвоста не превышала 1°15′.
Длина хвоста оценивалась 22 марта Кеем в 40°, Маклином — в 37°, на следующий день им же — в 38°, 24 марта — в 35,2° Хайле, 39° Кеем и 41° Бондом.
Далее, Такер, капитан судна «HMS Dublin», 26 марта записал, что комета находилась в 23,5 над горизонтом, а хвост имел длину 36°26′, и в этот же день Маклин зарегистрировал значение 35°, а Кей аналогичное — 27 марта.
Кроме того, 22 марта Маклин сообщал, что несмотря на хорошие условия наблюдения, ядро было различимо с трудом, из чего заключал, что комета стремительно удалялась.
А. Бозвелл писала, что 21 марта комета была очень бледной, 24 марта сквозь хвост можно было видеть звёзды, и после этого упоминания о наблюдении кометы в её записях нет.
Кей засвидетельствовал, что очертания кометы стали значительно более расплывчатыми 24 марта, а хвост более бледным — 26 марта. Дж. Гершель сообщал, что в Демераре была зарегистрирована длина хвоста 32° 26 марта и 30° 27 марта. Другой наблюдатель из Британской Гвианы 27 марта сообщал, что и ядро, и хвост, и комета в целом были очень бледными, и в последующие дни она уже не была различима на небе. Маклин же в этот день (27 марта) отмечал, что даже через обычные очки всё ещё можно было рассмотреть более яркое сгущение в области центра головы. Итальянец Ф. де Вико, проводивший наблюдения в Риме, 29 марта сообщал о мерцании ядра. Сохранились отдельные измерения длины хвоста — 28° 30 марта (из Гарвардской обсерватории) и 24° 31 марта (с корабля «Isabella»). Калдекотт 31 марта уже мог зафиксировать лишь случайные проблески хвоста среди многочисленных облаков. Эта дата обозначена и как последний день наблюдений с корабля «Ellenborough».
В апреле объём наблюдений стал ощутимо сокращаться. Если от 1 апреля доступны данные наблюдений из Рима, Неаполя, Падуи, Вены, Кремсмюнстера, Праги, Хадсона и Филадельфии, то в последующие дни — лишь редкие разрозненные записи. Согласно записям Францини, 2 апреля комета была очень бледной, а ядро невозможно было рассмотреть. Этот день (2 апреля), согласно отчётам Хайле, был последним, когда комета была видима в Окленде. Херрик 3 апреля в последний раз наблюдал комету без помощи оптических приборов, отмечая, что она была едва различима. 5 апреля обозначалось как последний день, когда ядро возможно было различить с корабля «Childe Harold». Калдекотт 6 апреля уже не смог рассмотреть комету даже с помощью своего телескопа-рефрактора. 6 апреля отмечалось и как последний день наблюдений в обсерватории в Хадсоне, а 7 апреля — с борта судна «Seringapatam». Смит ещё видел комету 8 апреля, отмечая, что она находилась в поле зрения уже долгое время, когда он смог зарегистрировать её — настолько она была тусклой. Л. Лейхгардт, путешественник и исследователь, находившийся 11 апреля возле реки Гуайдер, смог в этот день, по его словам, лишь с огромным трудом рассмотреть её «последнее бледное мерцание». Согласно записям Маклина, лёгкая дымка на месте кометы оставалась видна в ясную погоду до 10-12 апреля. Касательно периода с 9 по 15 апреля имеются только результаты наблюдений в Филадельфии. К 19 апреля (18:14 по всемирному времени) относится последнее наблюдение кометы на Мысе Доброй Надежды Т. Маклиром и Ч. П. Смитом, который писал о её «последней степени бледности».

## Характеристики
Согласно расчётам, комета максимально приближалась к Земле 27 января - на 0,8692 а.е. и 6 марта - на 0,842 а.е.. Перигелий же был пройден 27 февраля, когда комета пролетела всего в 0,006 а.е. от центра Солнца. Современники отмечали, что это происходило очень быстро: комета совершила половину оборота вокруг Солнца за 4 часа (2 часа до момента перигелия и 2 часа после). В момент прохождения перигелия видимая звёздная величина кометы составляла −3m, то есть она была настолько яркой, что её можно было видеть невооружённым глазом даже в дневное время, причём на расстоянии 1° от края Солнечного диска, что меньше его видимого диаметра. А на следующий день после прохождения перигелия максимальная яркость составила −6m (по некоторым оценкам - до −8m
). Большая мартовская комета стала второй по яркости околосолнечной кометой после C/1880 C1 за последние 2 столетия.
Хвост кометы после прохождения перигелия имел длину 300 млн км, то есть 2 а.е.. Это было рекордом, пока не было обнаружено, что хвост кометы Хякутакэ 1996 года почти в два раза длиннее.

### Параметры орбиты
Сразу же в 1843 году и в последующие несколько лет был произведен ряд расчётов параметров орбиты знаменитой мартовской кометы.
Так, С. К. Уолкер на основании своих наблюдений в обсерватории Центральной высшей школы в Филадельфии с 11 марта по 10 апреля, используя информацию о положении звёзд из каталога Histoire Céleste Française, а также каталога, составленного Ф. В. Бесселем, рассчитал расстояние перигелия, время его прохождения и другие параметры орбиты.
Когда затем было установлено, что орбита кометы является эллиптической, а не параболической, несколькими группами учёных были произведены расчёты периода, результаты которых сильно различались: были получены значения в 7, 21,875, 35, 147,33, 175, 189,5 лет. Различные гипотезы относительно периода соответствовали тому, что комета была идентична наблюдаемым (и проходившим близко к Солнцу) в 1493 году, 1668 году, 1689 году, 1702 году или даже всем этим кометам сразу. В частности, довольно много авторов в это время считали период в 175 лет наиболее согласующимся с данными наблюдений: П.-О. Ложье и Ф.-В. Мове из Парижа, Ф. Б. Г. Николайиз Мангейма и Б. Пирс, отмечавший, что такой же результат получил Б. А. Гулд, его тогдашний студент в Гарвард-колледже. Это значение предполагало, что Большая мартовская комета проходила предыдущие перигелии в 1668 и 1493 годах, когда действительно наблюдались, согласно сохранившимся свидетельствам, яркие кометы. Идентичность C/1843 D1 и C/1668 E1 предполагал также Т. Дж. Хендерсон. Уолкер, первоначально (в конце марта 1843 года) отмечавший сходство в плане исключительной близости к Солнцу и высокой скорости прохождения перигелия с кометой 1680 года, затем, уже в начале апреля, также пришёл к выводу о возможной идентичности с кометой 1689 года.
Обширные изыскания в 1849-1852 гг. провёл американский астроном Дж. С. Хаббард, который, однако, отмечал, что и параболическая орбита, и эллиптическая с периодом 175 лет удовлетворительно согласуются с данными проанализированных им наблюдений из обсерваторий в Берлине, Филадельфии и на Мысе Доброй Надежды, выполненных с 5 марта по 19 апреля, а также нескольких менее точных наблюдений начиная с 28 февраля. В итоге он, однако, пришёл к заключению, что период составляет 533 года, а гипотеза об идентичности с кометой 1668 года несостоятельна.
В 1901 году Г. Крейц на основании результатов в общей сложности 150 наблюдений в тот же период из обсерваторий в Берлине, Париже, Николаеве и на Мысе Доброй Надежды также рассчитал параметры орбиты, в том числе период - 513 лет.
В 1989 году астроном Брайан Марсден уточнил свои предыдущие расчёты и произвёл подробный сравнительный анализ орбит Большой мартовской кометы 1843 года и ряда других околосолнечных комет, в том числе зарегистрированных спутниками Solwind и Solar Maximum Mission. Он пришёл к заключению об общем происхождении комет C/1843 D1, C/1880 C1 и C/1963 R1.
В 2008 году З. Секанина из Лаборатории реактивного движения НАСА, используя те же результаты, что и Крейц, но вместе с тем более точные данные о положении звёзд и гравитационном влиянии планет, получил ещё один набор параметров. Значение периода оскулирующей (на 27 февраля 1843) орбиты мартовской кометы 1843 года, лежащее, согласно расчётам Секанины, в пределах 600—800 лет, согласуется с его гипотезой о принадлежности C/1843 D1 к первой группе осколков гипотетической кометы-прародительницы IV в. наряду с C/1880 C1 и C/1887 B1.
| Параметр                        | Уолкер, 1843 г.         | Хаббард, 1852 г.  | Крейц, 1901 г.   | Марсден, 1989 г.           | Марсден, 1989 г.          | Секанина, 2008 г. | Секанина, 2008 г. |
| ------------------------------- | ----------------------- | ----------------- | ---------------- | -------------------------- | ------------------------- | ----------------- | ----------------- |
| Параметр                        | Уолкер, 1843 г.         | Хаббард, 1852 г.  | Крейц, 1901 г.   | «гелиоцентрическая» орбита | «барицентрическая» орбита | решение I         | решение II        |
| Время перигелия (всемирное)     | 1843 Feb 27.58939       | 1843 Feb 27.44773 | 1843 Feb 27.9110 | 1843 Feb 27.908            | 1843 Feb 27.908           | 1843 Feb 27.91328 | 1843 Feb 27.91423 |
| Расстояние перигелия, а.е       | 0,00410369              | 0,0055383         | 0,005527         | 0,00557                    | 0,00517                   | 0,00546706        | 0,00546038        |
| Эксцентриситет                  | 1,000905                | 0,99991572        | 0,999914         | 0,99989395                 | 0,99990141                | 0,99992742        | 0,99993339        |
| Долгота восходящего узла (Ω), ° | 15,95                   |                   | 3,5272           | 2,64                       | 3,78                      | 3,6424            | 3,6946            |
| Аргумент перигелия (ω), °       |                         | 82,5772           | 82,6390          | 82,49                      | 83,52                     | 82,7099           | 82,7555           |
| Координаты в перигелии, °       | 280,73 (долгота)        |                   |                  |                            |                           | 282,59, +35,29    | 282,58, +35,29    |
| Наклонение (i), °               | 34,32                   | 144,3226          | 144,3548         | 144,32                     | 144,40                    | 144,3749          | 144,3839          |
| Период, лет                     | {\displaystyle \infty } | 533               | 512±105          | ~380                       | ~380                      | 654±103           | 742               |

## В массовом сознании и культуре
Комета произвела сильное впечатление на современников.
Так, американский аболюционист Монкур Конвей в автобиографии пишет, что комета 1843 года произвела величайшую сенсацию, став причиной всеобщей паники, подобной той, что была вызвана метеоритным дождём 1832 года. По его свидетельствам, местные церкви были полны людей, считавших это знамением приближающегося конца света и жаждавших молитв о спасении, что, между прочим, способствовало немалому росту доходов церкви.
Сохранились свидетельства (в частности, Э. Дж. Эйра) о тревожных настроениях среди коренного населения таких австралийских штатов как Виктория и Южная Австралия. Аборигены верили, что комета была создана шаманами других племён в целях причинения вреда им, либо белым колонистам; они в панике покидали места постоянного проживания и искали укрытия. О панических настроениях среди австралийцев писала в своём известном дневнике и А. Бозвелл: некоторые жители Порт Маккуори (Новый Южный Уэльс) связывали появление кометы с наступившей тогда очень жаркой погодой, считая, что она испепелит всю Землю, и таким образом сбудется некое пророчество столетней давности. В другом регионе Нового Южного Уэльса, Порт Стивенсе, как сообщал Ф. П. Кинг, появление кометы также вызвало сильную тревогу среди местного населения. Кроме того, в письме, опубликованном в тасманийской газете Colonial Times, сообщалось об опасениях в массовом сознании: ходило мнение, что если бы такой близкий к Земле объект действительно был кометой, она сожгла бы всё живое на ней.
Английский астроном Чарлз Пьяцци Смит — также художник и в будущем фотограф — проводивший наблюдения кометы в Гринвичской королевской обсерватории на Мысе Доброй Надежды, сопровождал их зарисовками, в частности, создал 2 полноценные картины на холсте, находящиеся в коллекции Национального морского музея в Лондоне.

## Любопытные факты
- Комета вдохновила жителей Бостона и его окрестностей собрать средства на покупку мощного телескопа для обсерватории Гарвардского университета[81].